# メリトアメン
メリトアメン（Meritamen）は、ファラオ、ラムセス2世の娘であり妻。

## 家族
メリトアメンは、ラムセス2世と彼の最初の正妻であるネフェルタリの娘である。
母親が死去した頃に、メリトアメンは異母姉妹のビントアナトと共に偉大なる王の妻になった。